# Izvorna grupa Dobrnjske akšamlije
Dobrnjske akšamlije su izvorna glazbena skupina iz Dobrnje. Izvode tradicionalnu narodnu glazbu. 

## Diskografija
- Vino piju dva mila jarana, Jugodisk[1]
- Konjak, pivo, rakija i loza, Jugodisk, 1987.[2][3]

## Vanjske poveznice
- Istraživanje izvorne muzike sjeveroistočne Bosne tokom ... - CEEOL
- YouTube - Jugodisk Izvorna grupa Dobrnjske Aksamlije - Dobrnjsko Kolo - (Audio 1985)